# Wessex Football League
Wessex Football League är en engelsk fotbollsliga baserad i Hampshire, men det finns även klubbar från Dorset, Berkshire och Isle of Wight i ligan. Den grundades 1986 och bestod fram till 2004 av en division. Man tog då de flesta lagen från sin matarliga Hampshire League och bildade två nya divisioner, Division One och Division Two. När säsongen 2006/07 spelats färdig upplöstes Division Two och de flesta klubbarna gick samman och bildade en ny liga kallad Hampshire Premier Football League.
Toppdivisionen Premier Division ligger på nivå 9 i det engelska ligasystemet. Mästarklubben kan ansöka om uppflyttning till Isthmian Leagues eller Southern Football Leagues regionala divisioner beroende på var klubben ligger och om man klarar arenakraven.

## Mästare
| År      | Mästare                |
| ------- | ---------------------- |
| 1986-87 | Bashley                |
| 1987-88 | Bashley                |
| 1988-89 | Bashley                |
| 1989-90 | Romsey Town            |
| 1990-91 | Havant Town            |
| 1991-92 | Wimborne Town          |
| 1992-93 | AFC Lymington          |
| 1993-94 | Wimborne Town          |
| 1994-95 | Fleet Town             |
| 1995-96 | Thatcham Town          |
| 1996-97 | AFC Lymington          |
| 1997-98 | AFC Lymington          |
| 1998-99 | Lymington & New Milton |
| 1999-00 | Wimborne Town          |
| 2000-01 | Andover                |
| 2001-02 | Andover                |
| 2002-03 | Eastleigh              |
| 2003-04 | Winchester City        |
| 2004-05 | Lymington & New Milton |
| 2005-06 | Winchester City        |

| År      | Mästare              |
| ------- | -------------------- |
| 2006-07 | Gosport Borough      |
| 2007-08 | Totton               |
| 2008-09 | Poole Town           |
| 2009-10 | Poole Town           |
| 2010-11 | Poole Town           |
| 2011-12 | Winchester City      |
| 2012-13 | Blackfield & Langley |
| 2013-14 | Sholing              |
| 2014-15 | Petersfield Town     |
| 2015-16 | Salisbury            |
| 2016-17 | Portland United      |
| 2017-18 | Blackfield & Langley |
| 2018-19 | Sholing              |

### Webbkällor
Den här artikeln är helt eller delvis baserad på material från engelskspråkiga Wikipedia, Wessex Football League, 3 juli 2015.